# Semivariogramma
Il semivariogramma è un metodo geostatistico che viene impiegato per valutare l'autocorrelazione spaziale di dati osservati in punti georiferiti.
Il semivariogramma è la funzione che interpola la semivarianza dei valori osservati in gruppi di coppie di punti a determinate distanze.
La semivarianza è pari a:
{\displaystyle \gamma (h)=\sum _{i=1}^{n(h)}{\frac {(z(x_{i}+h)-z(x_{i}))^{2}}{n(h)}}}
in cui z è il valore di una misura in un particolare punto, h è una classe di distanza tra punti di misurazione e n(h) è pari al conteggio del numero di coppie di osservazioni effettuate alla distanza h.
Il semivariogramma è il grafico della semivarianza sulla distanza tra i dati e normalmente viene interpolato con diverse funzioni in modo da determinare la tipologia di autocorrelazione spaziale della variabile misurata.
I parametri stimati sono:
- Nugget: descrive il livello variabilità casuale;
- Partial Sill: descrive il livello di variabilità spaziale, cioè quella porzione di varianza che si osserva in funzione della distanza;
- Range: distanza massima alla quale si osserva correlazione spaziale;